# Ángel Sánchez Losada
Ángel Sánchez Losada (Santander, 25 de octubre de 1887-Muriedas, 1 de abril de 1922) fue un abogado y dirigente deportivo español, uno de los fundadores y primer presidente del Racing de Santander. Aquejado de una dolencia cardiaca congénita que le afectó toda su vida, pasó la niñez en Cuba, donde había sido destinado su padre, para regresar a Santander con el cambio de siglo.
Estudió Derecho y en 1913 se convirtió a instancias de su hermano, Joaquín Sánchez Losada, en primer presidente del Racing de Santander, fijando como domicilio de la sociedad la que entonces era su propia residencia, en la calle de Isabel la Católica n.º 5.
Permaneció en el cargo hasta 1916, cuando el empeoramiento de su salud le hizo abandonar la presidencia, aunque se mantuvo en la directiva como tesorero en un primer momento y como vocal después. Además, fue nombrado presidente de honor del club y colaboró en la puesta en marcha de modestas publicaciones deportivas santanderinas. Falleció el 1 de abril de 1922 como consecuencia de su dolencia cardiaca en su domicilio de Villa Losada, en Muriedas, localidad en la que se celebró su sepelio.